# Haʻapai

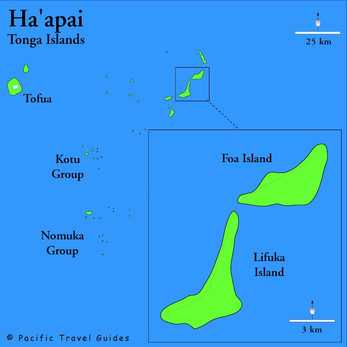
Mapa del grup Haʻapai

El grup Haʻapai (també escrit Haapai) és el grup central d'illes de Tonga. Està situat a uns 150 km al nord de Tongatapu. Les illes principals són Lifuka i Foa, les més poblades, situades quasi a tocar l'una de l'altra. A Lifuka, que de vegades també s'anomena Haʻapai, es troba la capital del grup, Pangai.

## Geografia
En total són 68 illes, la majoria illes baixes de corall o atols, excepte algunes illes volcàniques entre les quals destaquen els volcans actius de Tofua i Kao, i el submergit de Fonuafo'ou, tots ells situats a l'oest del grup. L'altitud màxima es troba a Kao a 1.046 m.
La població total era de 8.138 habitants al cens del 1996. La superfície total és de 109,3 km². Les dues illes de Lifuka i Foa, unides per un pas elevat, concentren gairebé la meitat de la població, amb la meitat de l'àrea total sense comptar els volcans. L'activitat volcànica és important a l'oest del grup, a 70 km de Lifuka.
El grup Haʻapai forma una divisió administrativa, amb un governador i representació al Parlament. Està dividit en sis districtes que inclouen setze illes habitades. Geogràficament es poden agrupar en tres subgrups de nord a sud, més un grup de volcans a l'oest:
| Subgrup | Illa          | Població (1996) | Àrea (km²) | Densitat |
| ------- | ------------- | --------------- | ---------- | -------- |
| Lifuka  | Ofolanga      |                 |            |          |
| Lifuka  | Moʻungaʻone   | 185             | 1,17       | 158,1    |
| Lifuka  | Haʻano        | 588             | 6,58       | 89,4     |
| Lifuka  | Foa           | 1.434           | 13,39      | 107,1    |
| Lifuka  | Lifuka        | 2.966           | 11,42      | 259,7    |
| Lifuka  | Uoleva        |                 |            |          |
| Lifuka  | ʻUiha         | 757             | 5,36       | 141,2    |
| Lifuka  | Lofanga       | 186             | 1,45       | 128,3    |
| Lifuka  | Fotuhaʻa      | 138             | 1,14       | 121,1    |
| Kotu    | Kotu          | 222             | 0,34       | 652,9    |
| Kotu    | Haʻafeva      | 313             | 1,81       | 172,9    |
| Kotu    | Tungua        | 282             | 1,53       | 184,3    |
| Kotu    | ʻOʻua         | 178             | 0,98       | 181,6    |
| Kotu    | Matuku        | 149             | 0,34       | 438,2    |
| Nomuka  | Nomuka        | 550             | 7,12       | 77,2     |
| Nomuka  | Nomuka Iki    |                 |            |          |
| Nomuka  | Fonoifua      | 104             | 0,39       | 266,7    |
| Nomuka  | Mango         | 81              | 0,65       | 124,6    |
| Volcans | Kao           |                 |            |          |
| Volcans | Tofua         | 5               | 55,63      | 0,1      |
| Volcans | Fonuafo'ou    |                 |            |          |
| Volcans | Hunga Tonga   |                 |            |          |
| Volcans | Hunga Haʻapai |                 |            |          |
| TOTAL   |               | 8.138           | 109,30     | 74,5     |

## Història
Existeixen quatre jaciments importants de la cultura lapita a les illes Lifuka, ʻUiha, Haʻafeva i Haʻano. Estan datats de fa uns 2700 anys.
El primer europeu a arribar, el 1664, va ser l'holandès Abel Tasman a l'illa Nomuka que anomenà Rotterdam, com la Rotterdam d'Holanda. L'anglès James Cook hi va fer llargues estades. En el seu segon viatge, el 1774, va visitar les illes que anomenava Anamocka (Nomuka), Amattafoa (Tofua) i Oghao (Kao). En el tercer viatge va estar onze setmanes, el 1777, a Lifuka on li van oferir diversos banquets i festes i acabà anomenant al grup illes dels Amics (Friendly Islands), nom que durant anys es va estendre a Tonga. Tres anys més tard Francisco Mourelle va descobrir diverses illes menors i anomenà al grup illes Gálvez en honor de José de Gálvez ministre d'Índies.
William Bligh, que ja hi havia estat amb James Cook, el 1789 de tornada de Tahití va patir entre Lifuka i Tofua el famós amotinament del HMS Bounty.
Encara que la dinastia Tuʻi Tonga de Tongatapu tenia una autoritat formal sobre les illes, estaven sovint en guerra amb Haʻapai. Després de l'arribada dels missioners wesleyans a Lifuka, el cap d'Haʻapai Taufaʻahau es va convertir al cristianisme. Va acabar amb l'autoritat dels Tuʻi Tonga després de nou segles, va unificar el regne, i es va proclamar rei amb el nom de George Tupou I, el 1845. En un principi Pangai va ser la nova capital de Tonga. L'actual rei Taufaʻahau Tupou IV n'és el quart descendent.